# Hartford Courant
The Hartford Courant es el periódico más leído del estado de Connecticut, también es un periódico de la mañana para la mayor parte del norte del estado de New Haven y el este de Waterbury. El Courant comenzó el 29 de octubre de 1764 como revista semanal llamada Connecticut Courant y se convirtió en diario en 1837. Fue comprado por la Times Mirror Company en 1979. Hoy en día tiene su sede en Broad Street, a pocos pasos del Capitolio de Connecticut. Informa a nivel regional con una cadena de agencias en ciudades más pequeñas y una serie de ediciones locales.